# 1472
Cette page concerne l'année 1472  du calendrier julien. Pour l'année 1472 av. J.-C., voir 1472 av. J.-C.
L'année 1472 est une année bissextile qui commence un mercredi.

## Événements
- 12 - 20 mars : Mohammed Cheikh entre dans Fès au Maroc et prend le titre de sultan de Fès. Il fonde la dynastie des Wattasides (fin en 1554)[1].
- Avril : ambassade du vénitien Caterino Zeno à Tabriz auprès du sultan des Aq Qoyunlu Uzun Hasan. Le 25 septembre, le sénat de Venise décide le lui envoyer un soutien militaire contre les Ottomans[2].

- Début du règne de Ali Dounama dit Al-Ghazi (le conquérant), roi (maï) du Bornou (fin en 1504)[3]. Ali Dounama, alors établi à Gassaro, reprend la lutte pour reconquérir le Kanem perdu sous le maï Omar (1394-1398).
- Les Portugais de Ruy de Sequeira sont les premiers étrangers à pénétrer dans la ville de Bénin[4].
- Le navigateur portugais João Vaz Corte-Real aurait aperçu l'île de Bacalhau, qui pourrait être Terre-Neuve[5].

- Début du règne de Dhammazedi (ou Dhammacheti), roi môn de Pégou, en Birmanie (fin en 1492)[6]. Âge d'or du royaume.
- Le Djaghataïde Yunus khan règne sur le bassin du Tarim et sur l’Ili avec l’appui du timouride Abu Saïd (fin en 1486). Il prend Kachgar, Sayram et Tachkent[7].

### Europe
- 31 janvier : Giuliano della Rovere, futur pape Jules II, est nommé évêque de Lausanne (Suisse)[8].
- 27 février : fondation de la banque Monte dei Paschi di Siena[9].

- 30 mars : Philibert Ier de Savoie, dit le Chasseur (fin de règne en 1482), fils d'Amédée IX de Savoie, qui n'a que 6 ans, devient duc avec sa mère, Yolande de France comme tutrice et régente (fin en 1478)[10].
- 24 mai : à la mort de Charles de France (empoisonné ?), son frère Louis XI en profite pour occuper son duché de Guyenne. Charles le Téméraire y voit le prétexte à lui déclarer la guerre et envahit la Picardie en juin[11]. Après avoir investi plusieurs villes, il connaît des échecs devant Beauvais, défendue par Jeanne Hachette (22 juillet) puis à Rouen. Début novembre, la trêve de Compiègne arrête les hostilités.

- 14 juin : siège de Nesle par Charles le Téméraire. La ville prise le 12 juin est mise à sac, incendiée et la population est massacrée[11].
- 16 juin : 
  - Roye se rend sans combattre au duc de Bourgogne, qui déclare la guerre au roi de France qu'il accuse d'avoir fait assassiner son frère[11].
  - Début du siège de Barcelone par Jean II d'Aragon. Prise de Montjuïc[12].

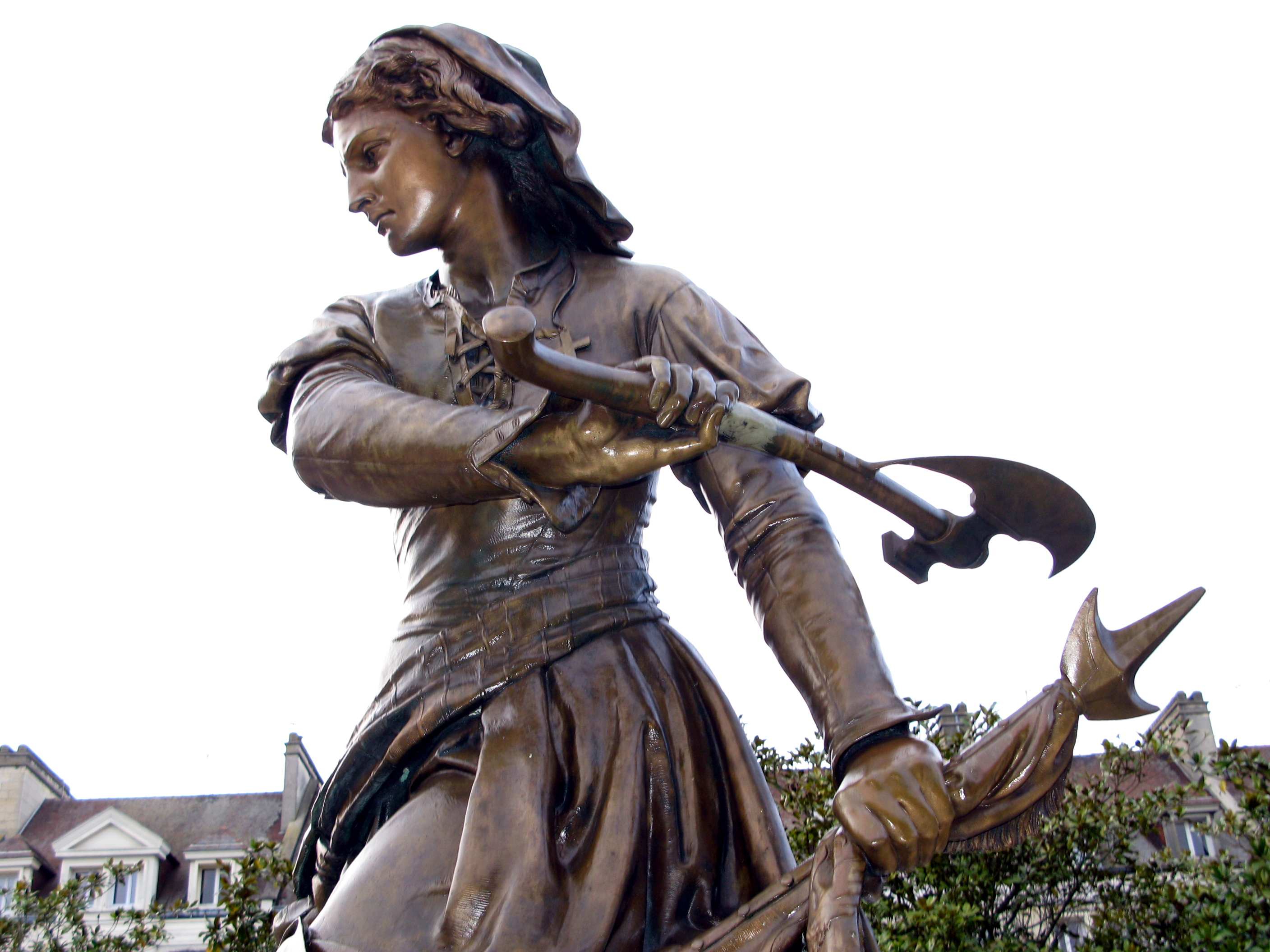
27 juin : Jeanne Hachette au siège de Beauvais.

- 27 juin : début du siège de Beauvais, qui résiste[11].
- Juin : Ivan III de Moscou s’empare du territoire de Perm, peuplé de finno-ougriens, les Permiaks, qui reconnaissaient jusque-là la suzeraineté de Novgorod[13].

- 22 juillet : Charles le Téméraire abandonne le siège de Beauvais et entre en Normandie[11].

- 7 - 8 août : Philippe de Commynes, chambellan de Charles le Téméraire, le quitte pour servir le roi Louis XI. Charles le Téméraire fait confisquer immédiatement tous ses biens. Devenu valet de chambre et homme de confiance du roi, il est chargé de plusieurs missions diplomatiques[14].
- 13 août - 31 octobre : concordat d’Amboise conclu entre Louis XI et Sixte IV. Il reconnaît au pape, pendant une partie de chaque année civile, la collation des bénéfices ecclésiastiques, mais le pontife doit prendre l’avis du roi pour l’octroi des évêchés[15].
- 30 août - 3 septembre : Charles le Téméraire assiège vainement Rouen[16].

- 12 septembre : Ivan III de Moscou acquiert Dmitrov à la mort de son frère Georges[17].

- 8 octobre : Barcelone révoltée capitule devant les troupes de Jean II d'Aragon[12]. La guerre civile catalane se termine avec la capitulation de Pedralbes[12].

- 3 novembre : trêve de Compiègne signée pour cinq mois entre le roi France et le duc de Bourgogne[11].
- 12 novembre : mariage de Zoé (Sophie) Paléologue, nièce de Constantin XI Paléologue, le dernier empereur byzantin, avec Ivan III de Moscou, qui hérite des droits impériaux (titre de tsar, armoiries à l’aigle bicéphale et cérémonial aulique). Zoé, princesse catholique, adopte à Moscou la foi orthodoxe et prend le nom de Sophie[18].

- 7 décembre : Charles le Téméraire achète le duché de Gueldre à Arnold d'Egmont[19].
- 22 décembre : l’université de Florence est transférée à Pise[20].

- Étienne III le Grand de Moldavie s’efforce de constituer une coalition anti-ottomane avec la Pologne, la Hongrie, Venise et le pape Sixte IV. Il conclut une alliance contre les Ottomans avec l’émir turcoman d’Asie Mineure Uzun Hasan[21].
- Augmentation des droits perçus par le Danemark au passage du Sund[22].
- Louis IX de Bavière fonde l'université d'Ingolstadt, future université Louis-et-Maximilien de Munich, la première de Bavière[23].

## Naissances en 1472
- 28 mars : Fra Bartolomeo (Bartolomeo della Porta dit), peintre italien de la Renaissance († 31 octobre 1517).

- 31 mai : Érard de La Marck, prince évêque de Liège de 1505 à 1538 († 18 mars 1538).

- 4 octobre : Lucas Cranach l'Ancien, peintre et graveur allemand († 16 octobre 1553).

- Date précise inconnue :
- Girolamo Bonsignori, peintre italien († 1529).

## Décès en 1472
- 27 mars : Janus Pannonius, humaniste hongrois, en exil à Medvevar en Croatie après l'échec d'une conspiration contre Mathias Corvin (1467).
- 30 mars : Amédée IX de Savoie, à Verceil[10].
- 10 avril: Charles IV, comte du Maine, membre de la Maison d'Anjou et ancien favori de Charles VII (né en 1414)
- 25 avril : Léon Battista Alberti, architecte, théoricien de l’art, humaniste et homme de lettres italien (né en 1404).
- 24 mai : Charles de France, duc de Guyenne, frère cadet de Louis XI (né en 1446)
- 4 juin : Nezahualcóyotl, roi de la ville de Texcoco au Mexique, poète, philosophe, architecte (né en 1402).
- 25-28 juillet : Gaston IV de Foix-Béarn.
- 18 novembre : Bessarion (né en 1403), savant grec et ecclésiastique catholique, patriarche latin de Constantinople (1463), défenseur du Platonisme qui travailla en faveur de l’Union des églises latines et orientales.